# Florian Grein
Florian Grein (* 8. Oktober 1983 in Innsbruck) ist ein ehemaliger österreichischer American-Football-Spieler. Er spielte bei den Swarco Raiders Tirol auf der Position des Runningbacks. Er gewann  2008, 2009 und 2011 mit seinem Team den Eurobowl und wurde dabei jeweils zum wertvollsten Spieler gewählt. Mit der Nationalmannschaft Österreichs gewann er 2010 die Bronzemedaille bei der Europameisterschaft.

## Karriere
Grein durchlief die Nachwuchsprogramme der Swarco Raiders und spielte bereits früh in der ersten Mannschaft in Tirol. Er etablierte sich bald als einer der erfolgreichsten Runningbacks Österreichs und spielte 2000 und 2002 für die österreichische Junioren-Nationalmannschaft, die jeweils den dritten Platz belegte. Grein wurde bei der Europameisterschaft 2002 zum wertvollsten Spieler gewählt. Im Jahre 2003 wurde er in das Team Europe, einer Auswahl aus den besten europäischen Spielern, einberufen, um in San Diego bei den Global Junior Championships gegen die USA, Kanada, Mexiko und Japan zu spielen. Dabei erzielte er einen Touchdown gegen Japan.
In der Saison 2004 verhalf er seinem Team zum ersten Meistertitel in der Geschichte des Vereins. Aufgrund seiner Erfolge wurde er zu verschiedene Trainingscamps der NFL Europe eingeladen. In einem Camp verletzte sich Grein jedoch schwer am Kreuzband. Später war Grein Starting Runningback der Innsbrucker sowie des österreichischen Nationalteams. 2006 gewannen die Raiders mit Grein ihren 2. Meistertitel. 2008 konnte Grein mit den Raiders den Eurobowl gewinnen und wurde zum wertvollsten Spieler gewählt. 2009 war Grein von vielen kleineren Verletzungen geplagt und verlor das Halbfinale der österreichischen Liga, jedoch konnte die Mannschaft den Eurobowltitel gegen Flash de La Courneuve verteidigen. Mit 160 erlaufenen Yard und 3 Touchdowns war Grein abermals MVP des Spiels. Grein spielte den Großteil der Saison mit einem gerissenen Kreuzband im linken Bein. Nach der Saison unterzog er sich einer Operation und stand damit dem österreichischen Nationalteam bei der Europameisterschaft im August 2009 nicht zur Verfügung. In der Saison 2011 gewann Florian Grein den dritten Eurobowl und wurde erneut zum MVP ernannt. Er wurde damit bei allen drei Titeln der Raiders zum MVP gewählt. 2012 beendete er seine Karriere als Spieler.
Des Weiteren betätigt er sich als Coach bei den Jugendmannschaften der Raiders.
| Personendaten    | Personendaten                    |
| ---------------- | -------------------------------- |
| NAME             | Grein, Florian                   |
| KURZBESCHREIBUNG | österreichischer Footballspieler |
| GEBURTSDATUM     | 8. Oktober 1983                  |
| GEBURTSORT       | Innsbruck                        |